# Ziegelhütte (Dirmstein)
Die Ziegelhütte in der rheinland-pfälzischen Ortsgemeinde Dirmstein ist ein historisches Gebäude, das unter Denkmalschutz steht. Es diente früher als Ziegelei zur Herstellung von Ziegel- bzw. Backsteinen, die im Bauwesen verwendet wurden.

## Geographische Lage
Die Ziegelhütte mit der Anschrift Obertor 11 steht am Nordwestrand des Dirmsteiner Oberdorfs auf einer Höhe von 108 m ü. NHN. Östlich liegt der Schlosspark, der Ende der 1990er Jahre als Englischer Landschaftsgarten restauriert wurde. In der Nähe stehen u. a. das Koeth-Wanscheidsche und das Quadtsche Schloss. Westlich der Ziegelhütte zieht sich die Weinlage Mandelpfad den Osthang des Goldbergs empor.

## Anlage
Der mehrteilige klassizistische Bruchsteinbau besitzt ein Satteldach und wird durch kleine, sechsfach gekuppelte Rundbogenfenster erhellt.

## Baugeschichte
Das Gebäude wurde vermutlich in den 1820er Jahren errichtet. Wie lange dort Backsteine geformt und gebrannt wurden, ist nicht bekannt. Etwa 1930 wurde die damals schon anderweitig verwendete Anlage durch den Dirmsteiner Adolf Wolfert erworben, dessen Nachkommen sie heute noch gehört.
Die mittlerweile als Schuppen dienende Ziegelhütte befindet sich in sehr schlechtem Erhaltungszustand und leidet offenbar unter statischen Mängeln. Nachdem bereits zuvor der Kamin des Brennofens eingestürzt war, brach im März 2010 das Dach zusammen. Die Eigentümer haben im Verlauf des Jahres 2010 die Denkmalbehörde und die Öffentlichkeit zur Hilfeleistung aufgerufen.